# 60 Minutes
60 Minutes – amerykański program publicystyczny sieci telewizyjnej CBS poświęcony najświeższym wydarzeniom. W 2002 zajął 6. miejsce w rankingu 50 najlepszych programów na świecie według „TV Guide”, a także 24. miejsce w zestawieniu 60 najlepszych seriali wszech czasów sporządzonym przez ten magazyn. „The New York Times” określił go jednym z najbardziej cenionych magazynów informacyjnych w amerykańskiej telewizji.